# Marjatta Kajosmaa
Ritva Marjatta Kajosmaa, née le 3 février 1938 à Vehkalahti, est une fondeuse finlandaise.

## Biographie
Après deux podiums aux Championnats de Finlande en 1968, elle est sélectionnée pour les Jeux olympiques de Grenoble, où elle est deux fois cinquième en individuel et quatrième en relais. Un an plus tard, elle devient double vainqueur au Festival de ski de Holmenkollen (5 et 10 kilomètres), compétition dans laquelle elle réalise ce doublé de nouveau en 1972 et 1973, et gagne le dix kilomètres en 1971, année où elle reçoit la Médaille Holmenkollen. Entre 1969 et 1972, elle est désignée athlète finlandaise féminine de l'année
C'est aux Championnats du monde 1970 qu'elle décroche ses premières médailles avec l'argent au dix kilomètres et le bronze au relais.
Aux Jeux olympiques d'hiver de Sapporo 1972, elle est sur le podium des trois courses : médaille d'argent au cinq kilomètres et relais et médaille de bronze au dix kilomètres.
En 1976, à l'occasion de sa dernière grande compétition, les Jeux olympiques d'Innsbruck elle prend de nouveau la médaille d'argent au relais.

## Palmarès

### Jeux olympiques
| Épreuve / Édition | Grenoble 1968 | Sapporo 1972 | Innsbruck 1976 |
| 5 km              | 5e            | Argent       | 19e            |
| 10 km             | 5e            | Bronze       | 11e            |
| Relais 4 × 5 km   | 4e            | Argent       | Argent         |

### Championnats du monde
| Épreuve / Édition | Vysoké Tatry 1970 | Falun 1974 |
| 5 km              | 4e                |            |
| 10 km             | Argent            |            |
| Relais 4 × 5 km   | Bronze            | 4e         |